# Гвинейский хвостокол
Гвинейский хвостокол (Dasyatis margarita (лат.)) — малоизученный вид рода хвостоколов из семейства хвостоко́ловых отряда хвостоколообразных надотряда скатов. Они обитают в тропических прибрежных водах Западной Африки. Встречаются на глубине до 60 м. Максимальная зарегистрированная ширина диска 100 см. Грудные плавники этих скатов срастаются с головой, образуя округлый диск, ширина которого почти равна длине. Рыло заострённое. Хвост длиннее диска. Позади шипа на хвостовом стебле расположены вентральный и дорсальный кожные кили. Вдоль спины пролегает широкая полоса чешуек. В центре диска имеется крупная, подобная жемчужине перламутровая колючка. Этот признак характерен также для более мелкого вида Dasyatis margaritella, с которым гвинейских хвостоколов часто путают. Окраска дорсальной поверхности диска ровного серо-коричневого цвета. Подобно прочим хвостоколообразным гвинейские хвостоколы размножаются яйцеживорождением. Эмбрионы развиваются в утробе матери, питаясь желтком и гистотрофом. В помёте 1—4 новорожденных. Являются объектом целевого промысла. В качестве прилова попадаются при коммерческом и кустарном лове. Вид страдает от ухудшения условий среды обитания.

## Таксономия и филогенез
Впервые новый вид был научно описан как Trygon margarita в 1880 году британским зоологом Альбертом Гюнтером. Позднее род Trygon и род Dasyatis были признаны синонимами. Лектотип представляет собой неполовозрелую самку длиной 20 см. Паралектотип — неполовозрелый самец с диском шириной 11,6 см. Видовой эпитет происходит от слова лат. margaritas — «жемчуг». Гвинейский хвостокол и Dasyatis garouaensis являются близкородственными видами, они оба обитают в водах Западной Африки. Многочисленные данные о гвинейских хвостоколах зачастую относились к схожему виду — Dasyatis margaritella. До сих пор в отчётах о составе улова этих скатов путают между собой.

## Ареал и места обитания
Гвинейские хвостоколы обитают у побережья Западной Африки от Сенегала до Демократической Республики Конго. Данные о присутствии этих скатов в водах Анголы и Мавритании скорее всего ошибочны и относятся к Dasyatis margaritella. Эти скаты встречаются на глубине до 60 м, но чаще между 10 и 20 м. Они заходят в солоноватые воды солёностью 20—40 ‰. Подобно большинству хвостоколов они ведут донный образ жизни, предпочитают песчаный грунт.

## Описание
Грудные плавники этих скатов срастаются с головой, образуя округлый плоский диск, ширина почти равна длине. Передний край диска выгнут, рыло заострённое, выступает за пределы диска. Позади среднего размера глаз расположены брызгальца, которые превышают их по размеру. На вентральной поверхности диска расположены 5 жаберных щелей, рот и ноздри. Между ноздрями пролегает лоскут кожи с бахромчатым нижним краем. Рот изогнут в виде дуги, в углах имеются бороздки. На дне ротовой полости присутствуют 5 выростов, 2 крайних тоньше остальных. Зубы выстроены в шахматном порядке и образуют плоскую поверхность. Во рту имеется 24—32 верхних и 28—36 нижних зубных рядов. Короткие брюшные плавники выступают из-под диска.
Хвост в виде кнута длиннее диска. Основание хвоста широкое и приплюснутое. Как и у других хвостоколов на дорсальной поверхности в центральной части хвостового стебля расположен зазубренный шип, соединённый протоками с ядовитой железой. Иногда у скатов бывает 2 шипа. Периодически шип обламывается и на их месте вырастает новый. Позади шипа на хвостовом стебле расположены хорошо развитая вентральная и низкая дорсальная складки кожи. В центре диска имеется крупная перламутровая колючка. Кожа молодых скатов лишена чешуи. У скатов с диском шириной свыше 20 см от средней трети в области глаз до основания хвоста пролегает широкая полоса плоской округлой чешуи. Хвостовой стебель перед шипом покрыт шипиками. Окраска дорсальной поверхности диска ровного сероватого цвета. Вентральная поверхность диска белая. Максимальная зарегистрированная ширина диска 1 м, а вес 17 кг. Средняя ширина не превышает 60 см. Самки в целом крупнее самцов. От внешне похожих Dasyatis margaritella гвинейские хвостоколы отличаются сравнительно более крупным перламутровым шипом в центре диска, меньшим количеством зубных рядов и более многочисленными лучами грудных плавников (129—136 против 113—127).

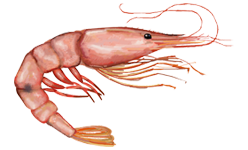
У берегов Нигерии основу рациона гвинейских хвостоколов составляют креветки Farfantepenaeus duorarum

## Биология
Гвинейские хвостоколы охотятся в основном из креветок, крабов, двустворчатых моллюсков и кольчатых червей. У берегов Нигерии 3/4 рациона составляют креветки Farfantepenaeus duorarum. Подобно прочим хвостоколообразным эти скаты относится к яйцеживородящим рыбам. Эмбрионы развиваются в утробе матери, питаясь желтком и гистотрофом. В помёте от 1 до 4 новорожденных. Природными питомниками служат прибрежные лагуны и эстуарии рек. Пик размножения приходится на сезон дождей, длящийся с апреля по сентябрь. В это время численность гвинейских хвостоколов у побережья существенно увеличивается.

## Взаимодействие с человеком
Из-за ядовитого шипа гвинейские хвостоколы считаются потенциально опасными для человека. Они являются объектом целевого лова в водах Сенегала, Ганы и Кот-д’Ивуар. Мясо поступает на рынок в свежем, сушёном, копчёном или вяленом виде. Их ловят с помощью ярусов, донных тралов, ставных и жаберных сетей, неводов, ловушек и на крючок. Этот вид страдает от ухудшения условий среды обитания, обусловленного антропогенными факторами. Численность популяции снижается. Международный союз охраны природы присвоил этому виду статус сохранности «Вымирающий».